# Dorotheum

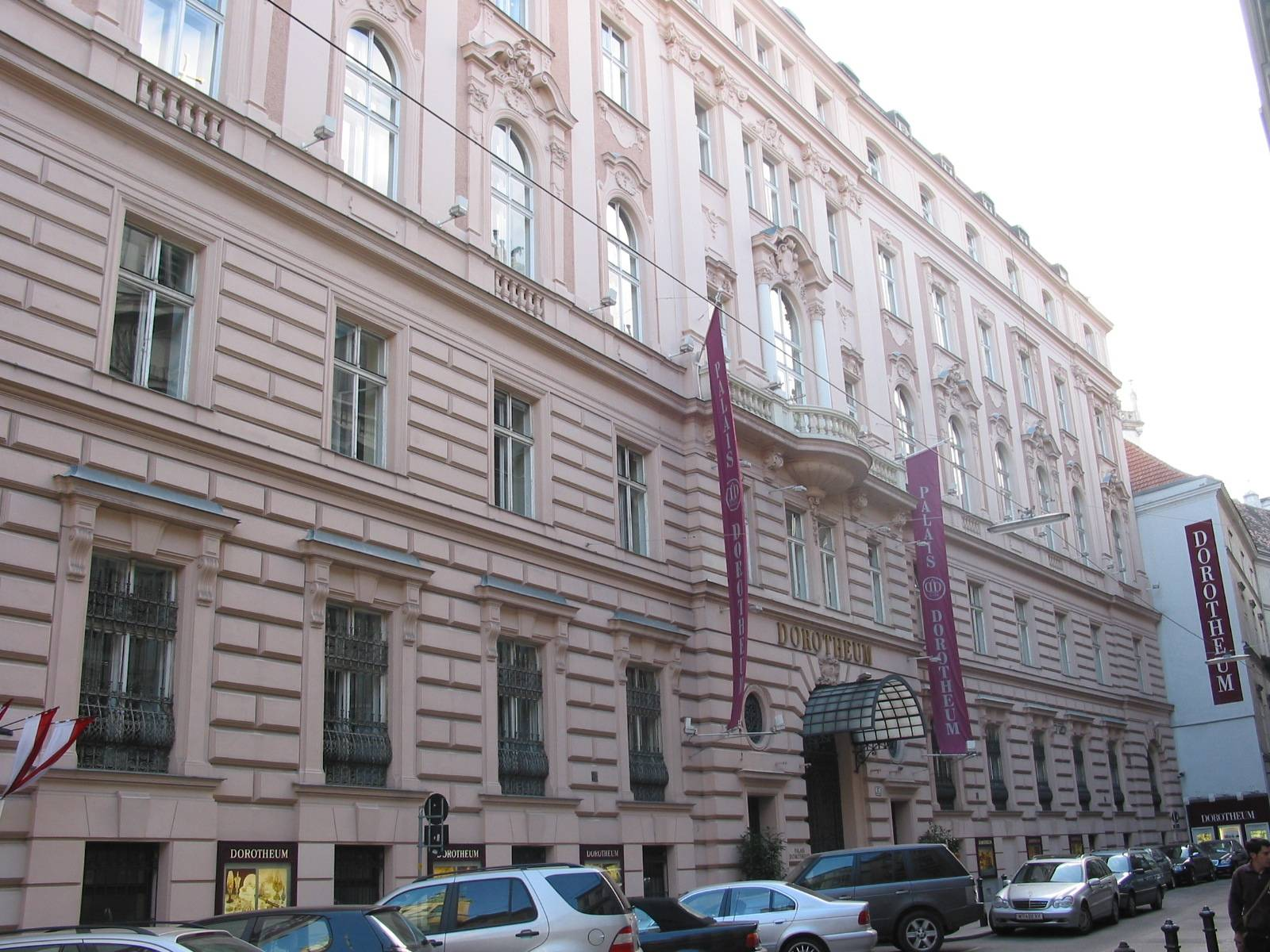

Доротеум, заснований у 1707 році, є одним з найстаріших аукціонних домів у світі . У Відні знаходиться його головний офіс у провулку Доротер і він є найбільшим аукціонним домом як на континентальній та німецькомовній частині Європи. Крім аукціонної торгівлі сектор роздрібної торгівлі також відіграє важливу роль у бізнесі Доротеум. У Доротеум на аукціон виставлені твори мистецтва, антикваріат, меблі та прикраси, які відносяться до різних століть . Будівля побудована в неокласичному стилі. Вона приваблює не тільки жителів Відня, а й численних туристів.
Філії є у федеральній землі Відень в Австрії, в Празі, столиці Чехії, в таких італійських містах як Мілан та Рим, а також у Дюссельдорфі, Мюнхені та Брюсселі.

## Історія створення
Створення фірми як ломбарду та бюро у Відні було здійснено за сприяння імператора Йосифа I у 1707 році. Сімдесят років по тому ломбард переїхав в колишнє абатство Дороте, яке і дало йому свою нинішню назву Доротеум. Нову будівлю Палац Доротем на місці старого монастиря було завершено в 1901 році. В кінці 1980-х років, фоє будівлі та інтер'єр були перероблені віденським архітектором і дизайнером Луїджі Блау. У 2001 році Доротеум був проданий консорціуму Австрії і з тих пір значно розвивався.

## З 1707 до сьогодні
«З 1707» саме такий логотип має Доротеум — стверджує автор цієї статті. Отже, поточний рік пропонує привід для святкування, відповідає читач: Цілих 300 років, історія цього традиційного австрійського підприємства, яке все ще перебуває в руках австрійстрійців навіть після його приватизації, була частиною історії країни в цілому. Заснований в 1707 році за наказом імператора Йосифа I, «Вайнер Ферзатц і Фрагамт» (Ломбард & Бюро) відкрив свої двері для жителів Відня в квітні того ж року в присутності самого імператора.